# Nobody’s Born with a Broken Heart
Nobody’s Born with a Broken Heart — второй студийный альбом канадской кантри-певицы Маккензи Портер, вышедший 26 апреля 2024 года на лейбле Big Loud. Портер написала девять из девятнадцати треков альбома, а давний соавтор Джоуи Мой спродюсировал каждый трек. Альбому предшествовал выпуск трёх синглов: «Pickup», «Chasing Tornadoes» и «Bet You Break My Heart».

## История
В январе 2024 года Портер анонсировала альбом одновременно с выпуском четырех песен: «Easy to Miss», «Young at Heart», «Pay Me Back in Change» и «Nobody’s Born with a Broken Heart». Альбом стал первым полноформатным альбомом Портер, выпущенным в США, и ознаменовал ее дебютный полноформатный альбом на Big Loud Records, спустя шесть лет после подписания контракта с лейблом. Некоторые из песен альбома были написаны еще в 2017 году, а другие — в 2023-м.

## Отзывы
| Оценки критиков            | Оценки критиков |
| Источник                   | Оценка          |
| -------------------------- | --------------- |
| Building Our Own Nashville | позитивная      |
| Entertainment Focus        | [ 11 ]          |
| Nashville Lifestyles       | позитивная      |

Альбом получил положительные отзывы музыкальной критики и интернет-изданий. Мэдисон Ханен из Music Row заявил, что альбом «отличается уязвимой лирикой и умными лирическими хуками», отметив, что он «преодолевает разрыв между кантри и поп». Ханна Комптон из Building Our Own Nashville положительно отозвалась об альбоме, отметив, что он «рисует живописное путешествие по разбитому сердцу в серии песен, которые болезненно воспринимаются, но также ведут вас на путь самоисцеления». Стивен Эндрю из Popculture описал альбом как «феноменальное предложение поп-кантри песен, полных искренности, зрелости и драйвовых мелодий, не выходящих за пределы окон». Лора Куни из Entertainment Focus назвала альбом «сильным введением» в звучание Портер, подчеркнув «ее вокальные навыки и способности как автора песен, так и интерпретатора». Крис Партон из Nashville Lifestyles заявил, что альбом «захватывает все виды сердечных страданий, от типичных романтических взлетов и падений во время свиданий (или даже супружеской жизни) до борьбы за то, чтобы начать карьеру».

## Список композиций
| №                   | Название                            | Автор(ы)                                               | Длительность |
| ------------------- | ----------------------------------- | ------------------------------------------------------ | ------------ |
| 1.                  | «Easy to Miss»                      | Хиллари Линдси Emily Warren Will Weatherly             | 2:49         |
| 2.                  | «Young at Heart»                    | Tofer Brown Lauren Hungate Emily Weisband              | 3:07         |
| 3.                  | «Bet You Break My Heart»            | Chris Tompkins Mark Holman Travis Wood                 | 2:38         |
| 4.                  | «Pay Me Back in Change»             | Emily Klein                                            | 3:40         |
| 5.                  | «Rough Ride for a Cowboy»           | MacKenzie Porter Hungate Luke Niccoli Lydia Vaughan    | 2:22         |
| 6.                  | «Coming Home to You»                | Brown Hungate Weisband Caroline Watkins                | 3:28         |
| 7.                  | «Strong Things»                     | Porter John Byron Jacob Durrett Lauren LaRue           | 3:21         |
| 8.                  | «Confession»                        | Porter Emma-Lee Karen Kosowski                         | 2:36         |
| 9.                  | «Wrong One Yet»                     | Blake Pendergrass Josh Thompson Lauren Watkins         | 3:00         |
| 10.                 | «Pickup»                            | Porter Vaughan Will Bundy                              | 2:48         |
| 11.                 | «Nightingale»                       | Porter Mark Trussell Parker Welling                    | 3:00         |
| 12.                 | «Have Your Beer»                    | Porter Vaughan Welling Jason Massey                    | 2:42         |
| 13.                 | «Sucker Punch»                      | Porter Tommy English Nick Long                         | 3:20         |
| 14.                 | «Walk Away»                         | Porter Chris DeStefano Jon Nite                        | 3:06         |
| 15.                 | «Foreclosure»                       | Jared Hampton Harper O'Neill Vinnie Paolizzi Ash Ruder | 3:49         |
| 16.                 | «Less Is More»                      | Nite Devin Dawson Zachary Kale                         | 3:39         |
| 17.                 | «Along These Lines»                 | Pendergrass Rocky Block                                | 2:56         |
| 18.                 | «Chasing Tornadoes»                 | Emily Landis Jamie Moore Лэйни Уилсон                  | 2:57         |
| 19.                 | «Nobody's Born with a Broken Heart» | Porter Niccoli Vaughan Welling                         | 3:19         |
| Общая длительность: | Общая длительность:                 | Общая длительность:                                    | 58:45        |